# Maliskamp West
Maliskamp West is een woonwijk in de gemeente 's-Hertogenbosch, in de Nederlandse provincie Noord-Brabant, behorend tot stadsdeel Rosmalen Zuid. De wijk ligt in het zuiden van de plaats Rosmalen.
In de wijk bevinden zich veel bossen en het voormalig klooster Coudewater en voormalig Sportpark Coudewater. Het voormalige klooster is thans in gebruik voor verschillende doeleinden zoals de GGD Oost-Brabant.

## Aangrenzende wijken
| Aangrenzende wijken   | Aangrenzende wijken | Aangrenzende wijken          | Aangrenzende wijken | Aangrenzende wijken |
| --------------------- | ------------------- | ---------------------------- | ------------------- | ------------------- |
|                       |                     | Molenhoek                    |                     |                     |
|                       |                     |                              |                     |                     |
| A2 zone Rosmalen-Zuid | Maliskamp Oost      |                              |                     |                     |
|                       |                     |                              |                     |                     |
|                       |                     | Gemeente Sint-Michielsgestel |                     |                     |